# Stephan Martinière
Stephan Martinière est un concepteur visuel et un illustrateur de science-fiction et de fantasy qui a également travaillé comme animateur et réalisateur. Il vit actuellement à Dallas, aux États-Unis et travaille comme concepteur artistique chez Midway Games. Les illustrations de Stephan Martinière se caractérisent par l'emploi des techniques de l'infographie et par un souci du détail et des textures qui leur confère un rendu photoréaliste.

## Biographie
Né en France, Stephan Martinière suit des études à Paris dans une école d'art : École Nationale des Arts Appliqués, puis dans une école d'animation : École des Gobelins. Ses premières références visuelles sont le magazine "Métal Hurlant", ensuite les films 2001, l'Odyssée de l'espace, Blade Runner, Alien et Dark Crystal. Il commence sa carrière en France, où il est engagé par DIC. Il est alors envoyé au Japon pour y travailler en tant que concepteur de personnages et de décors pour la série animée Inspecteur Gadget, puis aux États-Unis où il travaille sur Les Entrechats, puis de nouveau au Japon pour la série Jayce et les Conquérants de la lumière. Sa carrière chez DIC dure sept ans, durant lesquels il voyage entre Los Angeles, Paris et Tokyo. Il s'installe ensuite en Californie, et se voit confier la réalisation de la série animée Madeline, dont il assure également la conception visuelle. La série est un succès et remporte plusieurs prix. Stephan Martinière travaille ensuite pendant deux ans à la conception de parcs d'attractions chez Landmark Entertainment. Il travaille ensuite à la conception graphique de Star Trek : the Experience, une attraction de l'hôtel-casino Las Vegas Hilton au Nevada. C'est à l'occasion de ce travail qu'il découvre l'outil numérique avec les logiciels du type Photoshop. 
Dans le même temps, il commence à s'intéresser à l'industrie du cinéma. Sa première participation à un film est Le Cinquième Élément, qui lui ouvre les portes de nombreux autres projets. Par la suite, il travaille à la conception graphique de films tels que Planète rouge, Virus, Sphère, La Machine à explorer le temps, ou encore I, Robot et les épisodes II et III de Star Wars, L'Attaque des clones et La Revanche des Sith. 
Dans le même temps, il commence à travailler comme illustrateur avec la couverture de Terraforming the Earth de Jack Williamson. Il réalisera ensuite de nombreuses couvertures de livres, en France pour des romans publiés chez Quatrième Zone, Bragelonne et Pocket. 
En 2001, il est contacté par l'entreprise Cyan, à l'origine de Myst et Riven, pour travailler au développement de nouveaux jeux dans cet univers. Il travaille ainsi sur Uru : Ages Beyond Myst, Uru : The Path of the Shell et Myst V. Par la suite, il travaille pour plusieurs autres firmes de jeux vidéo, dont dernièrement Midway Games où il travaille en particulier sur Stranglehold.
Dans le domaine des jeux de société, Stephan Martinière a réalisé des illustrations pour le jeu de cartes à collectionner Magic : l'assemblée (en particulier des cartes de terrains de l'extension Ravnica : la cité des guildes en octobre 2005).

## Animation
Conception visuelle
- Inspecteur Gadget (série, 2D)
- Les Entrechats (série, 2D)
- SOS Fantômes (série, 2D)
- Jayce et les Conquérants de la lumière (série, 2D)
- Denis la Malice (série, 2D)
- Où est Charlie ? (série, 2D)
- Titan A.E. (long-métrage, 2D et 3D)

Réalisation et direction artistique
- Madeline (série, 2D) (ACT Award, Parents' Choice Award, nommé aux Emmy Award)

## Attractions à thèmes
- Star Trek : the Experience (Las Vegas)
- The Race for Atlantis (Las Vegas)

## Films
Stephan Martinière a participé à la conception visuelle des films suivants :
- Le Cinquième Élément (1997)
- Flubber (1997)
- Sphère (1998)
- La Femme du cosmonaute (1998)
- Planète rouge (2000)
- Battlefield Earth - Terre champ de bataille (2000)
- Dragonheart : A New Beginning (suite à Cœur de dragon sortie directement en DVD) (2000)
- Virus
- La Machine à explorer le temps (2002)
- Star Wars, épisode II : L'Attaque des clones (2002)
- I, Robot (2004)
- Star Wars, épisode III : La Revanche des Sith (2005)

## Jeux vidéo
- Uru : Ages Beyond Myst (Cyan Worlds)
- Uru : The Path of the Shell (Cyan Worlds)
- Myst V: End of Ages (Cyan Worlds)
- Stranglehold (Midway Games)
- Star Citizen (Cloud Imperium Games)
- Rage (id Software)
- The Elder Scrolls: Legends (Bethesda Softworks)

## Illustrations de couvertures parues en France
- Kevin Bokeili, Timeport Chronogare 2044, Quatrième Zone, 2005
- Elizabeth Moon, Héroïne d'un jour, Bragelonne, 2005
- Peter F. Hamilton, L'Etoile de Pandore, tomes 1 à 4, 2005-2007
- Iain M. Banks, L'Algébriste, Bragelonne, 2006
- Collectif, Science-fiction 2006, Bragelonne, 2006
- Harry Harrison, Deathworld, Bragelonne, 2006
- Ken MacLeod, La Veillée de Newton, Bragelonne, 2006
- Robert Reed, Le Grand Vaisseau, Bragelonne, 2006
- Adriana Lorusso, Ta-Shima, Bragelonne, 2007
- Chris Moriarty, Spin State, Bragelonne, 2007
- Robert Reed, Un Puits dans les étoiles, Bragelonne, 2007
- Karen Traviss, Les Guerres wess'harr, tomes 1 à 3, Bragelonne, 2006-2007
- Daniel Abraham, Gardner R. Dozois et George R. R. Martin, Le Chasseur et son ombre, Bragelonne, 2008
- Samuel R. Delany, Chants de l'espace, Bragelonne, 2008
- Adriana Lorusso, L'Exilé de Ta-Shima, Bragelonne, 2008
- Kevin Bokeili, Timeport Speed & Rock'n Roll, Quatrième Zone, 2008
- Kristine Kathryn Rusch, Les Experts récupérateurs, tomes 1 et 2, Bragelonne, 2008-2009
- Liu Cixin, La mort immortelle, Actes Sud, 2018

## Récompenses
- Silver Award for Editorial, en 1997 et 2008
- British Science Fiction Association Award for best cover en 2004
- Chesley Award for best hard cover en 2006
- Grand Master Award d'Exposé 4 de Ballistic Media en 2006[2]
- Prix Hugo du meilleur artiste professionnel en 2008